# إنذار الحب
إنذار الحب (بالكورية: 좋아하면 울리는) هو مسلسل كوري جنوبي من بطولة كيم سوهيون وسونغ كانغ. عرض الموسم الأول على نتفليكس في 22 أغسطس 2019 وجدد لموسم ثاني عرض في 12 مارس 2021. في عام 2021، تمكن المسلسل من احتلال المرتبة السادسة لأكثر دراما كورية مشاهدة على مستوى العالم على المنصة. في عام 2022، كان تاسع أكثر دراما كورية بحثًا في جميع أنحاء العالم.

## القصة
«إنذار الحب» قصة تطبيق يُمكن المستخدمين من اكتشاف الحب من خلاله، يُنبههم عندما يُبدي شخص ما مشاعر رومانسية تجاههم ضمن نطاق 10 أمتار. كيم جوجو، طالبة في المرحلة الثانوية مفعمة بالحيوية والحماس، تقع في مثلث حب بين هوانغ سون أوه (عارض أزياء وسيم) ولي هي يونغ (فنان مرح ومنفتح).

## روابط خارجية
- إنذار الحب على موقع IMDb (الإنجليزية)
- إنذار الحب على موقع روتن توميتوز (الإنجليزية)
- إنذار الحب على موقع نتفليكس (الإنجليزية)
- إنذار الحب على موقع كينوبويسك (الروسية)
- إنذار الحب على موقع ألو سيني (الفرنسية)
- إنذار الحب على موقع قاعدة بيانات الفيلم (الإنجليزية)